# Conventional weapons
Conventional weapons es un álbum de estudio de descartes de la banda estadounidense de rock My Chemical Romance, publicado entre 2012 y 2013. Esta colección está formada por diez canciones que fueron grabadas en 2009 para el cuarto álbum de la banda, pero que no fueron incluidas en su edición final.
Conventional weapons se publicó en cinco discos de vinilo de siete pulgadas, que contienen dos canciones cada uno; también está disponible como descarga digital. Cada uno de los cinco discos, así como las respectivas descargas digitales, se lanzaron mensualmente entre octubre de 2012 y febrero de 2013, bajo los títulos Conventional weapons number one, Conventional weapons number two, etc.
El guitarrista Frank Iero declaró: «Esperamos que disfruten de estas cápsulas de tiempo, y que estas puedan irradiar un poco más de luz acerca de cómo y de dónde vino Danger days, e incluso quizás sobre adónde puede que se esté dirigiendo el futuro de MCR. Fue el mejor de los tiempos, fue el peor de los tiempos... y ahora es finalmente el momento para levantar el velo que cubre a Conventional weapons».

## Influencias
En marzo de 2010, el vocalista Gerard Way declaró que el siguiente álbum de My Chemical Romance (refiriéndose a Conventional weapons) sería uno con un estilo de «rock de Detroit». También comentó que «en la gira [ Projekt Revolution de 2007], la última que hicimos para [The Black Parade], un periodista me dijo que ahí parecíamos como los Stooges. Eso es a lo que estamos tratando de retornar en este nuevo álbum: a lo que tuvimos en esa gira en particular».

## Contenido musical y lírico

### «Boy division»
«Boy division» es descrita por la publicación británica NME como «un rápido y furioso himno punk, con un tono similar al exitoso sencillo de la banda “I'm not okay (I promise)”». En tanto, la revista canadiense Exclaim! se refiere a ella como «un agresivo número pop punk que se torna extrapesado hacia el final».

### «Tomorrow's money»
NME comenta que «“Tomorrow's money” tiene un sonido casi de spaghetti western, con voces distorsionadas y el vocalista Gerard Way cantando “While you keep screaming for revolution / me and my surgeons and my streetwalking [friends] / we got no heroes ‘cause our heroes are dead” (“Mientras tú sigues gritando por la revolución / yo, mis cirujanos y mis amigas prostitutas / no tenemos héroes porque nuestros héroes están muertos”)». Por su parte, Exclaim! destaca el hecho de que la canción utiliza un riff de música surf y lo convierte en «una aplastante improvisación de garage punk».

### «The light behind your eyes»
«The light behind your eyes», de acuerdo a Dan Martin de la revista NME, es «una sensiblera canción de paternidad». Además, especifica: «La balada. Desvergonzadamente sentimental, como “I don't love you” a través de un lente más suave. Gerard lamenta a amigos que han partido y canaliza un mensaje de “vivir el presente” en una canción dedicada a su hija». Alternative Press señala que el tema es «una pista atmosférica que no sonaría fuera de lugar en una lista de reproducción entre The Church y Talk Talk» y que, de acuerdo al vocalista de la banda, «estaban buscando un estilo similar al periodo tardío de Pink Floyd, alrededor de The division bell». Además, Gerard Way comentó: «Realmente quisimos lograr algo cinematográfico con ella; algo así como la puesta de sol antes del tiroteo».

### «Kiss the ring»
«Kiss the ring» es una de las canciones creadas para el cuarto álbum que se tocaron por primera vez el viernes 31 de julio de 2009, en el local nocturno The Roxy de Los Ángeles (California). En diversos sitios de internet se pueden encontrar grabaciones en video de la interpretación del tema.
La canción ha sido descrita por la prensa como «más agresiva y roquera». La revista Alternative Press dijo que el tema «suena como Queens of the Stone Age tripulando una flota de Monte Carlos de 1986 y apoderándose de un pequeño pueblo con un ejército de chicos empuñando la mano y vistiendo chaquetas de cuero y jeans rotos». El cantante de la banda ha dicho que la canción «se trata de tocar un concierto con una [actitud] del tipo “a quién le importa un bledo qué significa la canción”».

## Lista de canciones
| Number one |                    |          |  |
| N.º        | Título             | Duración |  |
| 1.         | «Boy division»     | 2:55     |  |
| 2.         | «Tomorrow's money» | 3:16     |  |
| 6:11       |                    |          |  |

| Number two |             |          |  |
| N.º        | Título      | Duración |  |
| 1.         | «AMBULANCE» | 3:53     |  |
| 2.         | «Gun.»      | 3:39     |  |
| 7:32       |             |          |  |

| Number three |                              |          |  |
| N.º          | Título                       | Duración |  |
| 1.           | «The world is ugly»          | 4:54     |  |
| 2.           | «The light behind your eyes» | 5:12     |  |
| 10:07        |                              |          |  |

| Number four |                 |          |  |
| N.º         | Título          | Duración |  |
| 1.          | «Kiss the ring» | 3:08     |  |
| 2.          | «Make room!!!!» | 3:42     |  |
| 6:50        |                 |          |  |

| Number five |                       |          |  |
| N.º         | Título                | Duración |  |
| 1.          | «Surrender the night» | 3:27     |  |
| 2.          | «Burn bright»         | 4:17     |  |
| 7:44        |                       |          |  |

## Recepción de la crítica
La revista musical británica Kerrang! ubicó a la canción «Tomorrow's money»  en la posición 133 y a «Boy division» en el número 3 de su lista de «Las 250 mejores canciones de rock de 2012», y comentó: «Y cuando oímos “Boy division”, nos quedamos perplejos acerca de por qué MCR iba a mantener oculta de nosotros esta música cruda e incisiva si era así de buena». Por su parte, la publicación estadounidense Rolling Stone comentó sobre esta misma canción que «este corte punky huele a una inminente fundición [...]. El líder de la banda Gerard Way reanima escrupulosamente al emo punk de fines de los noventa en su forma más mañosa y poco coherente, imaginando de qué podrían ser testigos las “paredes del baño” si tuvieran ojos, mientras su banda apuña en la puerta». La revista calificó a «Boy division» con 3.5 de un total de 5 estrellas.
La revista Alternative Press describió a Conventional weapons como «un caso decididamente esquizofrénico», por la mezcla que hacía de canciones protopunk y thrash con otros temas melódicos con reminiscencias de artistas legendarios del rock alternativo. La publicación también añade que «[Conventional weapons] sonaba a una banda en su enésimo álbum, en la que la obsesión con el oficio tomó precedencia por sobre formar y promulgar una actitud, lo cual es el mismísimo elemento que hacía de los trabajos anteriores de MCR algo intrigante de escuchar».

## Fechas de lanzamiento
Los discos de vinilo (y las respectivas descargas digitales) se publicaron en Estados Unidos en las siguientes fechas:
| Disco                             | Fecha                   |
| --------------------------------- | ----------------------- |
| Conventional weapons number one   | 30 de octubre de 2012   |
| Conventional weapons number two   | 23 de noviembre de 2012 |
| Conventional weapons number three | 18 de diciembre de 2012 |
| Conventional weapons number four  | 8 de enero de 2013      |
| Conventional weapons number five  | 5 de febrero de 2013    |